# Морель, Бенедикт Огюстен
Бенеди́кт Огюсте́н Море́ль (22 ноября 1809 — 30 марта 1873) — французский психиатр, оказавший большое влияние на психиатрические теории в XIX веке. Разработал вопросы о причинах помешательства, а также о значении наследственности для психических заболеваний.

## Биография
Родился в Вене во время французской военной кампании против Австрии. Отцом его был французский армейский провизионер, мать неизвестна. После юношеских скитаний в 1831 году поселился в Париже, попробовал себя в журналистике, в 1839 взялся за изучение медицины. Друг-студент Клод Бернар, с которым Бенедикт делил комнату (а по некоторым сведениям — и одежду, из-за бедности), представил его психиатру Жану-Пьеру Фальре, впоследствии ставшему учителем Мореля.

## Научный вклад
Морель начал собственные психиатрические изыскания, публикуя статьи, как научные, так и в публицистическом стиле. В 1856 году Морель назначен главным врачом психиатрического госпиталя в Сент-Йоне. Отмечен его прогрессивный и гуманный подход к пациентам. В 1857 он публикует работу «Traité des Dégénérescences» (с фр. — «Лечение дегенераций»), заложившую, по некоторым оценкам, основы будущего исследования наследственности в психиатрии.
Морель придерживался популярных в его время представлений о наследовании приобретённых признаков — представлений, идущих вразрез с дарвинизмом:181. Он был пессимистичен относительно перспектив пациентов, страдающих психическими расстройствами. Основной причиной психозов, по Морелю, являлась дегенерация: возникновение нервных и психических заболеваний он рассматривал как следствие постепенного ухудшения природы человека, что приводит к постепенному увеличению психозов в населении.
Согласно Морелю, Бог создал совершенный тип человека, однако под влиянием пороков и созданных культурой вредных профессий, инфекций этот совершенный тип стал последовательно ухудшаться: в первом поколении «дегенератов» возникает неуравновешенность, нервозность, во втором — тяжёлые неврозы, в третьем — психозы, в четвёртом поколении — уродства, умственное недоразвитие; наступает бездетность и смерть рода.
Морель выделял не только нервные и психические, но и телесные признаки дегенерации, что впоследствии сыграло важную роль и в психиатрии, и в криминологии (учение Ломброзо, 1876), оказав влияние на диагностику психических расстройств и на методику прогнозирования их течения — в результате чего тех или иных пациентов причисляли к числу неизлечимо больных, «врождённых преступников». По мнению специалистов, начало  антропологической школы уголовного права восходит к работам Мореля.
Одно из клинических описаний, составленных Морелем, — история подающего надежды мальчика, в четырнадцатилетнем возрасте поражённого психическим заболеванием, приведшим к деградации умственных способностей и потере коммуникационных способностей. Подобные заболевания Морель стал именовать ранним слабоумием (фр. démence précoce), которое впоследствии вошло в классификацию шизофрении, составленную Крепелином в 1898 году под названием «деменция прекокс», и трансформировалось в понятие простой формы шизофрении (так же, как кататония Кальбаума трансформировалась в кататоническую форму, гебефрения Геккера — в гебефреническую и хронический бредовый психоз Маньяна — в параноидную). Это наименование сохранялось довольно долго, однако к началу XX века стало ясно, что далеко не все случаи такого «слабоумия» ведут к невозвратной деградации. Как оказалось, данное расстройство к тому же не всегда было «ранним». Новое название диагноза было предложено швейцарским психиатром Эйгеном Блейлером в 1911 году и сохраняется до сих пор: «шизофрения».
Морелевское направление получило широкое распространение в немецкой школе психиатрии: Шюле, а вслед за ним Крафт-Эбинг разделили все психические расстройства на болезни здорового мозга (возникающие вследствие инфекций, интоксикаций) и болезни вырождающихся, причём к неизлечимым наследственным «дегенератам» относили подавляющее большинство психически больных. Во Франции последователями Мореля стали Маньян, Легрен и Дежерин; Маньян, впрочем, относил к дегенеративным психозам только психозы эмоциональные и считал, что значительную роль в возникновении психозов играет также и социальная среда.

## Критика
Российский психиатр А. У. Фрезе, выступая против учения Мореля о вырождении, подчёркивал, что за 25 лет своей работы в области психиатрии он ни разу не видел идиотов, рождавшихся от психически больных.
Психиатр, психолог и патограф Н. Н. Богданов отмечает, что есть веские основания сомневаться не только в месте и роли эпилепсии (которая, по Морелю, является одним из последних звеньев в цепи семейного вырождения) в процессе вырождения, но и в существовании самого этого процесса. В частности, такое вырождение, как показывают многие случаи, не прослеживается в семьях эпилептиков.